# Metodi alternativi di risoluzione delle controversie
I metodi alternativi di risoluzione delle controversie, noti in forma abbreviata come ADR (dall'acronimo inglese di Alternative Dispute Resolution), sono una serie di istituti e procedimenti di risoluzione di controversie di natura giuridica attinenti a diritti disponibili e alternativi rispetto ai contenziosi giurisdizionali, al fine di risolvere una vertenza in via extragiudiziale.
I quattro tipi di ADR sono l'arbitrato (che può anche essere arbitrato internazionale e arbitrato tra stati), la mediazione civile, il negoziato e il diritto di famiglia, che riguarda la gestione del divorzio (mediazione familiare assistita da avvocato in qualità di solo mediatore). I primi tre tipi invece si applicano a una vasta casistica. Nel caso delle dispute commerciali, le ADR vengono anche offerte dalla Camera di commercio internazionale (CCI), che si occupa anche di normarle (regole di mediazione e arbitrato). Il ricorso alle ADR al posto del processo convenzionale si può pattuire nel contratto e mettere per iscritto, come ad esempio accade nel contratto di compravendita internazionale. Possono essere usate sia negli ordinamenti giuridici di civil law (basata su codici scritti) che di common law (basata sui precedenti giudiziali) e possono essere affiancate alla Shari'a, cioè la legge islamica, tale per cui si può anche usare nei paesi arabi e/o islamici.
Negli ultimi decenni il ricorso alle ADR, soprattutto nell'ambito del contenzioso in ambito commerciale, ha vissuto un forte incremento rispetto al ricorso alla giustizia ordinaria perché hanno il vantaggio di permettere una veloce ed efficace risoluzione dei conflitti insorti, con costi inferiori e maggiore riservatezza.

## Introduzione

### Tipologie di ADR
Esistono dunque più tipi di ADRe la scelta di ricorrere a una piuttosto che all'altra è libera e, nei contratti, si può negoziare eccetto nel caso del diritto di famiglia, che riguarda i divorzi. Quanto alle altre tre, ovvero arbitrato, mediazione e negoziazione, la scelta dipende da quanto controllo si vuole avere sul processo di decisione sottostante a ogni tipologia e a che peso ha la risoluzione finale. Contemporaneamente, le parti contraenti possono pure scegliere l'ordinamento giuridico e la giurisdizione sotto alla quale deve avvenire siccome possono scegliere liberamente la nazione nella quale si seleziona la corte che si occuperà del caso. Quindi, le parti possono scegliere un ordinamento di diritto anglosassone, diritto continentale o uno dei due ibridato con la Sharia; dopodiché, scelgono la nazione precisa, ognuna con le proprie leggi (e.g. corti inglesi, francesi, tedesche, italiane, statunitensi, canadesi...). In svariati paesi, esistono anche alcuni centri di gestione delle ADR. Siccome la scelta dell'ordinamento e della giurisdizione sono libere, in teoria le parti possono accordarsi sull'ordinamento e giurisdizione ritenuti migliori (un abuso di questa libertà di scelta è noto come forum shopping, simile all'espressione tax shopping).
Riguardo alle caratteristiche generiche e a un rapido paragone:
- Il negoziato è un dialogo diretto tra le parti senza che una terza parte intervenga per fare da mediatore. La decisione finale non è vincolante tra le parti, ragion per cui non accade nulla dal punto di vista penale se una o entrambe le parti non adempiono a quanto pattuito.

- La mediazione civile (in ambito legale, per distinguerla da una generica mediazione che può essere linguistica e culturale) è un dialogo diretto tra le parti con la presenza di un mediatore esperto per facilitare il dialogo, fare emergere un terreno comune e maneggiare il conflitto tra le parti anche nel momento in cui il dialogo sembri arenarsi. Il mediatore ha il solo ruolo di mediatore, facilitatore e assistente, siccome non fa da avvocato per una delle due parti, non può sbilanciarsi e non può prendere decisioni, però può suggerire una possibile risoluzione, la proposta del mediatore. La decisione finale non è vincolante tra le parti, ragion per cui non accade nulla dal punto di vista penale se una o entrambe le parti non adempiono a quanto pattuito.
- L'arbitrato consiste nell'affidamento della causa a una terza parte, l'arbitro, che prende una decisione in totale autonomia. A differenza della negoziazione e mediazione, la decisione finale è vincolante per entrambe le parti ma, siccome il decisore non è un giudice ma un arbitro, l'arbitrato non è il processo vero e proprio, con tutti i suoi rischi e costi in termini di tempo e denaro. Le parti non hanno il controllo del processo di decisione siccome non intervengono ed è una terza parte a decidere in modo indipendente. Nell'arbitrato, si può anche scegliere il numero di arbitri che si occupano del caso, da 1 a 3.

Quanto invece al diritto di famiglia (collegato alla mediazione familiare), due persone sposate compiono un divorzio collaborativo e consenziente, cioè uno scioglimento del matrimonio con annessa suddivisione dei beni e adozione del figlio/i tra i due divorziati. Assomiglia alla mediazione siccome le negoziazioni sono assistite da un avvocato esperto che facilita il processo di risoluzione e che non può imporre una soluzione.
Si ricorda che gli incontri si possono tenere anche a distanza, in modo tale da rendere tutte le parti coinvolte raggiungibili in primis in caso di impossibilità di incontrarsi di persona (per la distanza geografica o per incidenti), fermo restando che il canale internet si può usare anche nei comuni processi in tribunale.

### Scelta dell'ADR e polarizzazione
La scelta di un tipo rispetto all'altro deriva perlopiù da quanto potere vogliono mantenere o cedere le parti in un processo di decisione e, contemporaneamente, da quanto sia vincolante la decisione finale. A tutto ciò, si affianca il costo, siccome un'ADR pattuito in un contratto si apre inviando una richiesta compilata all'ente che se ne occupa, pagandogli una tassa non restituibile e pagando il costo finale. In generale, l'arbitrato costa di più della mediazione e a sua volta l'arbitrato con tre arbitri costa più di quello con uno solo. Le parti possono decidere di dividere in due le spese, per evitare opportunismi di una parte o un carico troppo oneroso in una sola delle due parti. Se si desidera tenerla online (ODR) a priori o in caso di impossibilità a riunirsi, si può scrivere esplicitamente che si vuole tenere online, in un canale apposito offerto per le ADR.
Pertanto, si nota come si sia formata una sorta di polarizzazione tra l'arbitrato e la mediazione e negoziazione insieme e che sta alla base della negoziazione e decisione delle ADR da adottare: l'arbitrato è costoso e le parti in conflitto non hanno controllo sulla decisione finale, ma essa è largamente esente da rischi perché vincolante e non c'è rischio che una discussione si areni completamente; la mediazione e negoziazione sono meno costose e le parti in conflitto hanno il massimo controllo sulla decisione finale, ma essa non è vincolante e c'è il rischio che la discussione si areni completamente.
| #                        | Alto controllo per le parti | Basso costo | Decisione vincolante | Assenza di rischio di mancato accordo |
| ------------------------ | --------------------------- | ----------- | -------------------- | ------------------------------------- |
| Negoziazione, Mediazione | V                           | V           | no                   | no                                    |
| Arbitrato                | no                          | no          | V                    | V                                     |

A questi fattori, si affianca la scelta dell'ordinamento giuridico e giurisdizione ritenuta migliore.

### La sezione dedicata nel modello di contratto di compravendita internazionale (CCI)
La sezione ad hoc per le ADR in un contratto di compravendita, laddove c'è possibilità di negoziazione dell'ADR, può contenere le seguenti informazioni e sezioni da compilare:
- Risoluzione delle controversie
- Le varie opzioni sono affiancate da un quadrato o simili da crocettare siccome c'è libera scelta; le opzioni sono Mediazione, Arbitrato, Negoziazione (può essere assente perché scartata a priori) e Contenzioso. La scelta dell'ultima implica la rinuncia alle ADR.
- Le ADR si possono selezionare tramite due modelli: nel primo, si può effettuare una sola scelta (ciò si può anche indicare con piccole rinunce come "Le soluzioni che seguono sono alternative: le parti non possono sceglierle entrambe."). Nel secondo, si opta a prescindere per una negoziazione o mediazione e, se dopo alcune settimane è infruttuosa, si passa automaticamente all'arbitrato come soluzione incisiva. Un esempio di secondo modello può essere "Le parti non ricorrono all'arbitrato a meno che i tentativi in buona fede di risolvere la controversia con l'aiuto di un mediatore non abbiano prodotto un risultato soddisfacente entro XXX settimane".
- Un'ulteriore dichiarazione può indicare per cosa si opta automaticamente se non si effettuano scelte.
- Dopodiché, uno spazio vuoto lascia la libera scelta del luogo in cui si terrà l'ADR o il comune processo. Dalla scelta del luogo, derivano a cascata la scelta dell'ordinamento giuridico e della giurisdizione.
- In più, nel caso preciso dell'arbitrato e mediazione, si può preparare una casella in cui si sceglie di affidarsi invece alle regole della CCI.
- Nel preciso caso dell'arbitrato, si può decidere il numero degli arbitri (uno o tre).
- Con una dichiarazione esplicita, si possono suddividere le spese (tasse e commissioni) tra le due parti in conflitto.
- Infine, si può pattuire la lingua in cui avverrà la mediazione o arbitrato, dettaglio importante se la disputa è internazionale perché la transazione sottesa è internazionale. Di solito, la lingua degli affari internazionali al 2021 è l'inglese. In caso di bassa comprensione dell'inglese, si può fare ricorso a uno o più traduttori.

### Pregi e limiti delle ADR
Le ADR hanno pregi e difetti. Riguardo ai pregi, rispetto al comune processo in tribunale:
- Possibilità di negoziare quale dei tre tipi fondamentali sia il migliore in base ai costi, rischi e controllo del processo decisionale
- Possibilità di suddividere i suoi costi tra le parti
- Possibilità di controllare il processo decisionale o, in alternativa di affidare tutto il potere decisionale a una terza parte esperta
- Costi minori rispetto a un comune processo
- Tempi più ristretti
- Possibilità di evitare l'intasamento dei tribunali e di porre involontariamente ostacoli alla giustizia
- Possibilità di scegliere l'ordinamento giuridico
- Possibilità di scegliere la giurisdizione
- Garanzia di anonimato e svolgimento in sede privata o in un canale online privato (se il processo si tiene in tribunale, il contenzioso viene a galla anche se si tiene a porte chiuse e rischia di attaccare la reputazione di una o entrambe le parti)
- Nessun bisogno di utilizzare avvocati e di accollarsi il loro costo (nel caso limite, si usa un mediatore esperto)
- Basato sul dialogo o su una scelta effettuata da un arbitro (il processo decisionale non si basa mai su uno scontro diretto, con reclamante, accusato e avvocato)
- Possibilità di utilizzare un canale online ad hoc (essendo anche ODR, non serve l'incontro faccia a faccia)

Per contro, le ADR possono non portare a un esito se le parti incorrono in un conflitto ingestibile e se la decisione non è vincolante (una o entrambe le parti possono non seguirla). In più, se è presente un enorme sbilanciamento di potere tra le due parti, le ADR potrebbero essere inefficaci e andrebbero scartati. Se si fa un ricorso ma, come appena accennato, sono infruttuosi, una o entrambe le parti hanno perso tempo e denaro siccome le ADR hanno comunque un loro costo. Le ADR sono poi utilizzabili se il caso non è eccessivamente complesso. Infine, se l'inadempienza è collegata a un atto criminale, bisogna necessariamente portare la causa, prove, testimonianze e le testimonianze di esperti nel campo in aula insieme a un avvocato.

## Le ADR in Italia e i suoi organismi
In Italia, le procedure di ADR sono normate dal decreto legislativo  6 agosto 2015, n. 130 che ha recepito la direttiva europea ADR per i consumatori 2013/11/UE. In Italia, gli organismi ADR, cioè gli istituti che offrono i servizi di ADR e ODR, possono essere organismo pubblici o privati e sono sempre istituiti su base permanente. Per avere il permesso di operare, devono essere iscritti in un apposito elenco (previsto dall’articolo 141-decies del Codice del consumo, cioè la legge del 2005 che tutela i consumatori italiani) tenuto dall’autorità di competenza. Per ottenere l'iscrizione, si presenta la domanda alle autorità indicate nello stesso articolo 141-octies.
Il Ministero dello Sviluppo Economico (MISE) elenca i seguenti organismi ADR  in Italia (funzionano secondo l'ordinamento di diritto continentale e sono sotto la giurisdizione della Repubblica Italiana) al maggio 2019:
- Organismo di conciliazione paritetica Consorzio Netcomm – Associazioni di consumatori
- Organismo di conciliazione paritetica Trenitalia S.p.A. – Associazioni di consumatori
- Organismo di conciliazione paritetica Poste Italiane S.P.A. - Associazioni di  Consumatori
- Organismo di negoziazione paritetica Trenord S.r.l. – Associazioni di consumatori

A essi, aggiunge un elenco a sé in cui sono elencati gli organismi ADR costituiti dalle singole Camere di commercio italiane (hanno il diritto e la facoltà di costituirli). All'agosto 2019, essi sono:
- Camera di Conciliazione della CCIAA di Avellino [CCIAA= Camera di commercio, industria, artigianato e agricoltura]
- Organismo di mediazione e conciliazione della Camera di Commercio di Vibo Valentia
- Organismo di Mediazione della CCIAA di Lucca
- Camera arbitrale e della mediazione della CCIAA di Bari
- Servizio di Conciliazione della Camera di Commercio di Bolzano
- Sportello di conciliazione della CCIAA di Piacenza
- Sportello di conciliazione della CCIAA di Caserta
- Organismo di mediazione della CCIAA di Oristano
- Sportello di conciliazione della CCIAA di Napoli
- Sportello di conciliazione della CCIAA di Cosenza
- Sportello di Conciliazione della Camera arbitrale di Milano – Servizio di ODR RisolviOnline.com

In Italia esiste anche una rivista quadrimestrale dedicata alle ADR (ADR Italia), fondata nel 2014.

## Norme di Arbitrato e di Mediazione; NUU (Camera di commercio internazionale, CCI)

### Norme di Arbitrato e Mediazione (CCI)
La Camera di commercio internazionale (CCI) ha delle regole comuni su cui si basano la mediazione e arbitraggio. Chi le conosce, anche se non opera direttamente nel campo, può offrire una consulenza in merito.
L’arbitrato del CCI è offerto da uno o più arbitri indipendenti e l’enforcement, siccome sono decisioni vincolanti, sono possibili grazie alle leggi domestiche sull’arbitrato e ai trattati internazionali in materia come la Convenzione di New York del 1958. La mediazione invece permette di raggiungere una decisione non vincolante tramite un facilitatore. Entrambe sono normate da delle norme, che formano una cornice istituzionale che mira alla standardizzazione, all’efficienza e anche alla trasparenza e imparzialità della procedura. L’arbitrato sotto CCI viene amministrato dalla Corte Internazionale di Arbitrato, fondata nel 1923 e indipendente da CCI, e la mediazione sotto CCI viene amministrata dal Centro Internazionale per le ADR. Entrambe le istituzioni hanno l’inglese e francese come lingue di lavoro, ma possono offrire servizi in arabo, cinese, tedesco, italiano, portoghese, russo e spagnolo. Ognuna delle due istituzioni e procedure ha le proprie norme, che sono adatte a essere adottate e usate in qualunque parte del mondo.

#### Norme di Arbitrato
Le Norme di Arbitrato sono in vigore dal 2012 e sono state emendate nel 2017; nel sito CCI sono liberamente consultabili le Norme aggiornate al gennaio 2021. In totale, sono composte da 43 articoli suddivisi in sottosezioni numerate e raggruppati per argomento di riferimento; comprendono anche sei appendici (la quarta, in particolare, riguarda degli esempi di tecniche di gestione dell’arbitrato). Le Norme sono in inglese e sono tradotte in francese, cinese e russo (ma la versione del 2017 è disponibile in parecchie altre lingue).

#### Norme di Mediazione
Le Norme di Mediazione sono in vigore dal 2014 e hanno sostituito le Norme sulla Risoluzione Amichevole di Controversie del 2001. In totale, sono composte da 10 articoli suddivisi in sottosezioni numerate e un’appendice. La CCI mette anche a disposizione il testo gratuito da usare nelle clausole pre-confezionate in riferimento alle ADR e una guida al loro uso e aggiustamento in inglese, francese e spagnolo. Le Norme sono in inglese e sono tradotte in francese, italiano, spagnolo, portoghese, tedesco, romeno, cinese, arabo, russo, ucraino, turco, ceco, slovacco e polacco. Le Norme e le clausole possono essere usate sia dai membri di CCI che dai non-membri.

### Norme e Usi Uniformi relativi ai Crediti Documentari (NUU)
Queste regole della CCI normano la prassi delle dispute che sorgono tra le parti nel contesto di un credito documentario nel momento in cui si affida la disputa alla CCI, che offre anche servizi di mediazione e arbitrato in contesto di inadempienza contrattuale nelle transazioni commerciali. Sia le dispute nei crediti documentari che l'arbitrato e mediazione CCI si basano su una prassi comune, il loro funzionamento può essere appreso sia da professionisti del campo legale che da generici consulenti, sono pattuibili in una sezione apposita del contratto di compravendita e hanno un costo per i richiedenti (ovvero una tassa). Le decisioni finali di questo tipo di dispute, che mirano a essere indipendenti e imparziali, sono discusse da esperti nominati e prese dalla Centro Internazionale delle ADR CCI e sono descritte attraverso un preambolo, 12 articoli e un'appendice che parla dei costi e tasse. Nel caso delle ADR, il costo della tassa può essere suddiviso tra le parti previa menzione esplicita nel contratto. La decisione finale di default non è vincolante a meno che le due parti coinvolte decidono di renderla contrattualmente vincolante.
La disputa riguarda un credito documentario, la lettera di credito standby SBLC e il rimborso da una banca all'altra, una garanzia a prima richiesta, una Obbligo di Pagamento Bancario (OBP) e simili. Se la disputa sorge su un altro strumento di pagamento, può essere presa in considerazione se le parti coinvolte (reclamante e accusato) sono d'accordo e lo mettono per iscritto in due moduli appositi. Se la disputa è fuori dalle Norme in toto o in parte, può essere rigettata in toto o in parte; la decisione viene notificata.
La disputa va presentata tramite compilazione di un modulo e invio elettronico al Centro per ADR dal reclamante e diretta all'accusato. I reclamanti e accusati possono essere anche più parti (in tal caso, ognuna di esse compila un form e paga la tassa). Le regole NUU non prevedono l'ascolto di testimonianze e deposizioni.
Dopo l'invio della richiesta da parte dei richiedenti, l'accusato entro 30 giorni (salvo casi eccezionali) deve inviare in formato elettronico la risposta al reclamo insieme ad eventuali documenti di supporto. Se ci sono più accusati, la risposta può anche essere unica per tutti. Il procedimento non si arresta pure se l'accusato non invia una risposta, il che potrebbe portarlo a esporsi. Il Centro per ADR può richiedere documenti necessari al reclamante e all'accusato, da fornire con un form apposito entro 14 giorni. Gli invii non richiesti non vengono considerati. I documenti inviati da terze parti oltre al reclamante e accusato non vengono considerati. Pertanto, di base una disputa tra due o più parti si basa sui reclami, responsi e supplementi che, una volta inviati, non sono emendabili; tutti i moduli sono compilabili in inglese e i documenti non in inglese di solito vanno accompagnati dalla traduzione in inglese.
Dopodiché, tre esperti indipendenti dalle parti coinvolte e un loro presidente vengono nominati da una lista insieme a un eventuale consulente tecnico. Entro 30 giorni, a seguito delle delibere, viene redatta in inglese la decisione finale trovata per maggioranza o unanimità su un modulo (in casi eccezionali, il presidente può richiedere più tempo) e consegnata dal presidente al Centro per ADR, che la invia ai reclamanti e accusati di solito tramite email, in modo che resti una traccia. La decisione può essere pubblicata mantenendo l'anonimato delle parti coinvolte, inclusi gli esperti, e senza rivelare le informazioni consegnate.
Quanto ai costi del procedimento NUU, se la cifra del credito è inferiore a un milione di dollari, la tassa è pari a 5000$; se è superiore a un milione di dollari, è pari a 10.000$. Il costo comunque può essere inferiore alle spese legali di un processo, pure quando si vince la causa. Lo stesso centro si occupa di ADR, che servono a risolvere le dispute senza intasare i tribunali e senza affidarsi a processi costosi in termini di tempo e denaro e che possono essere molto rischiosi. La tassa da pagare viene restituita se il reclamo viene rifiutato in toto o in parte e il centro, se necessario, può richiedere il pagamento di costi extra entro un tempo limite (gli eventuali costi extra non devono superare il 50% della tassa), pena la sospensione dei lavori.

## Unione europea
L'Unione europea ha adottato un quadro normativo armonizzato per la risoluzione alternativa delle controversie nel campo del consumo attraverso la direttiva 2013/11/UE, che impone agli Stati membri di garantire l'accesso a procedure ADR per le controversie contrattuali tra consumatori e imprese. Il regolamento UE n. 524/2013 ha creato la piattaforma di Risoluzione delle controversie online (ODR) per agevolare il commercio elettronico transfrontaliero.
In settori regolamentati, la partecipazione ai procedimenti ADR può essere obbligatoria. Ad esempio, secondo la direttiva 5 del 2018 della Malta Gaming Authority (MGA), gli operatori di gioco con licenza a Malta devono collaborare con enti ADR certificati per risolvere le controversie con i consumatori. Uno di questi, Madre, è un organismo ADR certificato attivo sotto questo regime; è un’iniziativa del gruppo Rgoal e tratta controversie legate ai servizi digitali e all'intrattenimento online nell'UE.